# El cuento de Duna
El cuento de Duna es una película española dirigida por J. K. Álvarez y protagonizada por Mar Lombardo y Paco Rojo. El film, que aborda el tema de la violencia de género desde el lado psicológico, se estrenó el 5 de abril de 2011.

## Sinopsis
Duna (Mar Lombardo) es una joven periodista que vive con su padre Alfredo (Manuel Turnes) y cuyo sueño es publicar su primera novela. En su camino conoce a Javier (Paco Rojo), un médico del pueblo con quien inicia una relación. Poco a poco, Duna comienza a ser víctima de los constantes acosos y prohibiciones de su pareja y a sufrir diferentes episodios de violencia doméstica.

## DVD y estreno en televisión
El DVD de la película salió al público el 10 de diciembre de 2011 distribuyéndose cerca de 5000 copias.[cita requerida] La película se estrenó en televisión a través de la Radiotelevisión del Principado de Asturias el 8 de marzo de 2012 con motivo del Día de la Mujer.